# 本間恵子
本間 恵子（ほんま けいこ、1964年12月30日 - ）は日本のジュエリー・腕時計専門ジャーナリスト、エディター、TVコメンテーター。東京都杉並区生まれ。

## 経歴
元ジュエリーデザイナー。現在はフリーランサーとしてバーゼル・フェア、ヴィチェンツァ・オロ（英文）、アンティーク・ビエンナーレなど海外取材に多く赴き、ジュエリーブランド、腕時計ブランド最新事情に精通。日本ではほぼ唯一といえるハイジュエリー、アンティークジュエリー、宝石、ダイヤモンド、高級腕時計を専門とするジャーナリストとして、女性誌や経済新聞に寄稿している。
実弟はコンピュータゲーム開発会社、サンドロットの中核メンバー。従姉妹に篠笛奏者の福原百華がいる。